# Eurycope vicarius
Eurycope vicarius är en kräftdjursart som beskrevs av Ernst Vanhöffen 1914. Eurycope vicarius ingår i släktet Eurycope och familjen Munnopsidae. Inga underarter finns listade i Catalogue of Life.